# Irene Camberová
Irene Camberová provdaná Irene Cornová (12. února 1926 Terst, Itálie – 23. února 2024 Lissone) byla italská sportovní šermířka, která se specializovala na šerm fleretem.
Itálii reprezentovala ve čtyřicátých, padesátých a šedesátých letech. Na olympijských hrách startovala v roce 1948, 1952, 1960 a 1964 v soutěži jednotlivkyň a družstev. V soutěži jednotlivkyň získala na olympijských hrách 1952 zlatou olympijskou medaili. V roce 1953 získala titul mistryně světa v soutěži jednotlivkyň. S italským družstvem fleretistek vybojovala na olympijských hrách 1960 bronzovou olympijskou medaili a s družstvem vybojovala v roce 1957 titul mistryň světa.